# Alejandro Nieto García
Alejandro Nieto García (Valladolid, 21 de agosto de 1930-Madrid, 3 de octubre de 2023) fue un abogado, historiador y escritor español. Catedrático de Derecho administrativo y presidente del Consejo Superior de Investigaciones Científicas.

## Biografía
Nació en Valladolid. Hijo de María del Milagro y de Alejandro. Estudió el bachillerato en el Colegio Hermanos de la Doctrina Cristiana (Lasalle) de Valladolid. En 1952 se licenció en Derecho por la Universidad de Valladolid. Y en 1959 obtuvo el doctorado por la Universidad de Valladolid (sobresaliente cum laude) con la tesis Ordenación de pastos, hierbas y rastrojeras. Realizó estudios de posgrado en Poitiers, París y Gotinga.

### Trayectoria académica
Su conocimiento de la Administración provino de su pertenencia a la escala técnica del Cuerpo de Administración Civil (1959), de la que pasó a la cátedra de Derecho Administrativo (1965). Dentro del campo del derecho ejerció durante siete años de abogado y perteneció durante tres legislaturas a la Junta Electoral Central.
Catedrático de Derecho Administrativo en las universidades de La Laguna, Autónoma de Barcelona, Alcalá de Henares y en la Complutense de Madrid, fue vicerrector de todas ellas y decano de Derecho y Ciencias Económicas de la Autónoma de Barcelona.
Entre 1980 y 1983 fue presidente del Consejo Superior de Investigaciones Científicas (CSIC).
Fue miembro de la Real Academia de Ciencias Morales y Políticas desde 2007.

## Obras
- Ordenación de pastos, hierbas y rastrojeras, 1959, Junta provincial de fomento pecuario de Valladolid, obra declarada de utilidad pública por el Ministerio de Agricultura.
- El mito de la Administración prusiana, Ed. Instituto García Oviedo, Sevilla (1962), 366 págs.
- Bienes comunales, Ed. Revista de Derecho Privado, Madrid (1964), 974 págs.
- La retribución de los funcionarios en España, Ed. Revista de Occidente, Madrid (1967), 461 págs.
- La ideología revolucionaria de los estudiantes europeos, Ed. Ariel, Barcelona (1971), 280 págs. ISBN 978-84-344-0699-5
- Comercio interior y cámaras de comercio (con J. A. MANZANEDO), Santiago de Compostela (1972), 475 págs.
- La burocracia, Instituto de Estudios Administrativos, 1976. ISBN 84-500-1657-6
- Ideología y psicología del movimiento estudiantil con Carmelo Monedero Editorial Ariel, 1977. ISBN 84-344-0783-3
- La responsabilidad de la administración por actos administrativos con Avelino Blasco Esteve Editorial Civitas, 1981. ISBN 84-7398-141-3
- La organización del desgobierno, Editorial Ariel, 1984. ISBN 84-344-1024-9
- La tribu universitaria: fenomenología de los catedráticos de la universidad española, Editorial Tecnos, 1985. ISBN 84-309-1157-X
- Estudios históricos sobre administración y derecho administrativo, Instituto Nacional de Administración Pública (INAP), 1986. ISBN 84-7351-184-0
- Bienes comunales de los Montes de Toledo ,Editorial Cívitas, 1991-1997. ISBN 84-470-0996-3
- España en astillas, Editorial Tecnos, 1993. ISBN 84-309-2324-1
- La "nueva" organización del desgobierno, Editorial Ariel, 1996. ISBN 84-344-1164-4
- Los primeros pasos del estado constitucional: historia administrativa de la regencia de María Cristina de Borbón, Editorial Ariel, 1996. ISBN 84-344-1605-0
- Corrupción en la España democrática, Editorial Ariel, 1997. ISBN 84-344-1173-3
- El derecho y el revés: diálogo epistolar sobre leyes, abogados y jueces, con Tomás-Ramón Fernández Editorial Ariel, 1998. ISBN 84-344-1183-0
- El arbitrio judicial, Editorial Ariel, 2000. ISBN 84-344-1646-8
- Estudios de derecho y ciencia de la administración, Centro de Estudios Políticos y Constitucionales, 2001. ISBN 84-259-1166-4
- Bienes Comunales de los Montes de Toledo II Reforma Agraria Vecinal y Reforma Capitalista,2001, Editorial Aranzadi. ISBN 84-470-0995-5
- El pensamiento burocrático, con José Luis Monereo Pérez Editorial Comares, 2002. ISBN 84-8444-578-X
- Balada de la justicia y la ley, Editorial Trotta, 2002. ISBN 84-8164-529-X
- Las limitaciones del conocimiento jurídico, con Agustín Gordillo Editorial Trotta, 2003. ISBN 84-8164-626-1
- El arte de hacer sentencias o teoría de la resolución judicial, con Sergio Alonso Valverde Alpizar, 2003,San José Costa Rica: S. Valverde A, 2003. ISBN 9968-9484-0-3
- El desgobierno judicial, Editorial Trotta, 2005. ISBN 84-8164-765-9
- Derecho Administrativo sancionador, 2005, Editorial Tecnos (4 ed.) ISBN 978-84-309-4246-6
- Los "sucesos de Palacio" del 28 de noviembre de 1843: discurso de recepción del académico de número Excmo. Sr. D. Alejandro Nieto García : sesión del 20 de febrero de 2007, Madrid : Real Academia de Ciencias Morales y Políticas, [2007]. ISBN 84-7296-303-9
- Crítica de la razón jurídica, Editorial Trotta, [2007]. ISBN 978-84-8164-908-6
- El desgobierno de lo público, Editorial Ariel, 2008. ISBN 978-84-344-5356-2
- El malestar de los jueces y el modelo judicial, Editorial Trotta, 2010. ISBN 978-84-9879-124-2
- El desgobierno judicial, Editorial Trotta, 2005 [i.e. 2010]. ISBN 978-84-8164-765-5
- Tariego de Riopisuerga (1751-1799): Microhistoria de una villa castellana con María del Carmen Nieto Editorial Junta de Castilla y León 2005, ISBN 9788497182744
- Crítica de la Razón Jurídica, 2007, Editorial Trotta, ISBN 84-8164-908-2
- Mendizábal: apogeo y crisis del progresismo civil : historia política de las cortes constituyentes de 1836-1837 Editorial Ariel, 2011. ISBN 978-84-344-1361-0
- Derecho administrativo sancionador, Editorial Ariel, 2012. ISBN 978-84-344-0531-8
- La rebelión militar de la Generalidad de Cataluña contra la República: el 6 de octubre de 1934 en Barcelona, Fundación Alfonso Escudero, 2014. ISBN 978-84-15963-28-8
- Testimonios de un jurista (1930-2017) 2017, Global Law Press - Editorial Derecho Global INAP ISBN 978-84-947415-0-0
- La primera república española, La Asamblea Nacional febrero-mayo 1873, Comares Historia 2021 ISBN 978-84-1369-237-1[7]
- Responsabilidad ministerial en la época isabelina, 2022, Ediciones de El Cronista iustel ISBN 978-84-9890-429-1
- El mundo visto a los noventa años, 2022, Editorial Comares. ISBN 978-8413693514[8]

## Premios y reconocimientos
- 1995 Doctor «honoris causa» por la Universidad Carlos III de Madrid.[9]
- 1997 Premio Nacional de Ensayo por su libro Los primeros pasos del estado constitucional: historia administrativa de la regencia de María Cristina de Borbón.[10]
- Doctor «honoris causa» por la Universidad de Buenos Aires.[1]
- 1998 Medalla de Plata del CSIC.[4]

## Vida personal
Estuvo casado con Erna Koenig hasta que enviudó. Tuvo tres hijos: Julia, Matías y Bárbara.